# El martirio de San Andrés (Rubens)
El martirio de San Andrés es una obra del pintor flamenco Pedro Pablo Rubens pintada en 1639, conservada actualmente en la Fundación Carlos de Amberes, Madrid.

## Iconografía
Según se narra en “La leyenda dorada” San Andrés estuvo en Acaya, donde fundó varias iglesias y convirtió a gran parte de la población al cristianismo, entre ellas a la esposa del procónsul Egeas. Este descubrió lo ocurrido y, furioso, quiso obligar a los cristianos a que ofrecieran sacrificios a los ídolos. San Andrés  intentó convencerlo para que desistiera en su empeño, pero el procónsul ordenó su encarcelamiento. Fue colgado de la cruz tanto pero sin clavarlo a ella, para que tardara más en morir y así prolongar su sufrimiento. Durante los dos días de sufrimiento, San Andrés no dejó de predicar, haciendo concurrir a muchas personas que acudían a escucharle. La multitud no tardó en amotinarse contra Egeas, quien ante tales amenazas trató de liberarle. Sin embargo, San Andrés decía: “¿A qué vienes? […]Yo no bajaré vivo de aquí; ya veo a mi Rey que me está esperando”. Trataro de desatarlo, pero éste se lo impidió rezando la oración que comenzaba así: “No permitas, Señor, que me bajen vivo de aquí. Ya es hora de que mi cuerpo sea entregado a la tierra”. Al decir estas palabras San Andrés quedó envuelto por una luz venida del cielo y acto seguido el apóstol murió.

## Historia y composición
El cuadro fue encargado a Rubens por Jan van Vucht, un flamenco que residía en Madrid y a su muerte en 1639 legó el cuadro por testamento al Hospital de San Andrés de los Flamencos
Para la composición Rubens sigue el modelo de su maestro Otto Van Veen, que había pintado un cuadro con el mismo tema para el altar mayor de la iglesia de San Andrés en Amberes. Esta obra maestra pertenece al periodo final del artista, que terminó el cuadro un año antes de su muerte en 1640.
El Hospital de San Andrés de los Flamencos (ahora: Fundación Carlos de Amberes) fue fundado en 1594 por Carlos de Amberes el cual donó sus bienes para que se construyera un hospital que sirviera de hospedaje a los pobres y peregrinos procedentes de los Países Bajos. En 1607 se fundó el hospital e iglesia bajo la advocación de San Andrés, patrón de Borgoña, y que contó con la protección Real desde el siglo XV con Felipe III de España.
Van Vucht donó el cuadro de Rubens en 1639 al Hospital de San Andrés de los Flamencos. Al suprimirse el hospital en 1844 el lienzo fue depositado en el monasterio de El Escorial y en 1891, tras la renovación del hospital, fue colocado nuevamente en la nueva capilla. En 1978 ingresó temporalmente en el Museo del Prado, Madrid, y desde 1989 se encuentra en la Fundación Carlos de Amberes.
En el Museo Británico de Londres se encuentra un dibujo, que copia el lienzo con pequeñas variantes.
El óleo estuvo expuesto del 28 de mayo al 1 de septiembre de 2019 en el Museo Internacional del Barroco de la ciudad mexicana de Puebla de Zaragoza. Esta fue la primera vez que el cuadro estuvo expuesto en un museo de América Latina.
Desde el 5 de septiembre hasta el 8 de diciembre de 2019 el cuadro fue expuesto en el Museo Nacional de Arte (México), en la Ciudad de México. El objetivo de la exposición es mostrar la influencia de Rubens en varios artistas de la Nueva España como José Juárez, Cristóbal de Villalpando y Baltasar de Echave y Rioja.